# Josat
Josat település Franciaországban, Haute-Loire megyében. Lakosainak száma 82 fő (2022. január 1.). Josat La Chapelle-Bertin, Collat, Jax, Mazerat-Aurouze, Sainte-Marguerite és Varennes-Saint-Honorat községekkel határos.

## Népesség
A település népességének változása:
| Lakosok száma | 182  | 119  | 133  | 95   | 78   | 76   | 84   | 86   | 84   | 82   |
|               | 1968 | 1982 | 1990 | 2006 | 2013 | 2015 | 2017 | 2019 | 2020 | 2022 |